# Hans Foschum
Hans Foschum (* 20. Mai 1906 in Schneiderschlag bei Wallern (Südböhmen); † 19. November 1956 in Linz) war ein böhmisch-österreichischer Architekt.

## Leben und Wirken
Hans Foschum wurde am 20. Mai 1906 in Schneiderschlag bei Wallern als Sohn des tags zuvor verstorbenen Oberlehrers Johann Foschum (1869–1906) geboren. Nach dem Tod des Vaters musste die Familie nach Sablat ziehen, wo er die ersten Jahre seiner Kindheit verbrachte. Noch vor seiner Einschulung übersiedelte die Familie nach Krumau, der Heimat seiner Mutter, wo er die Volksschule und das Gymnasium besuchte. Nach dem Besuch des Gymnasiums und einem Studium an der Deutschen Technischen Hochschule in Brünn (Dipl.-Ing.) war er ab 1933 beim Stadtbauamt Krumau beschäftigt.
Ab 1938 trat er in die oberösterreichische Landesbaudirektion in Linz ein. 1943 bis Kriegsende war Foschum bei der Wehrmacht im Kriegsdienst, ab 1948 wieder Beamter der oberösterreichischen  Landesbaudirektion Linz, zuletzt Oberbaurat und Leiter der Abteilung Projektierung. Unter seiner Leitung entstanden Projekte, wie z. B. das Kinderkrankenhaus Linz, Erweiterung des Landesgerichts Linz, Oberlandesgericht Linz, Webereifachschule Haslach, Kinderheilstätte Gmundnerberg und Realgymnasium Schärding. Seit 1946 war Foschum Mitglied des Diözesankunstrates der Diözese Linz.
Sein Werk umfasst hauptsächlich Kirchenbauten, wie etwa die Friedenskirche in Linz (gemeinsam mit Peter Behrens, Alexander Popp und Hans Feichtlbauer), die Pfarrkirche Klaffer am Hochficht oder die Marienkirche in Untergeng. Für die Kaplaneikirche in Molln-Breitenau erstellte Foschum die Baupläne unentgeltlich.
Foschum starb am 19. November 1956 in Linz und wurde ebenda begraben.

## Realisierungen

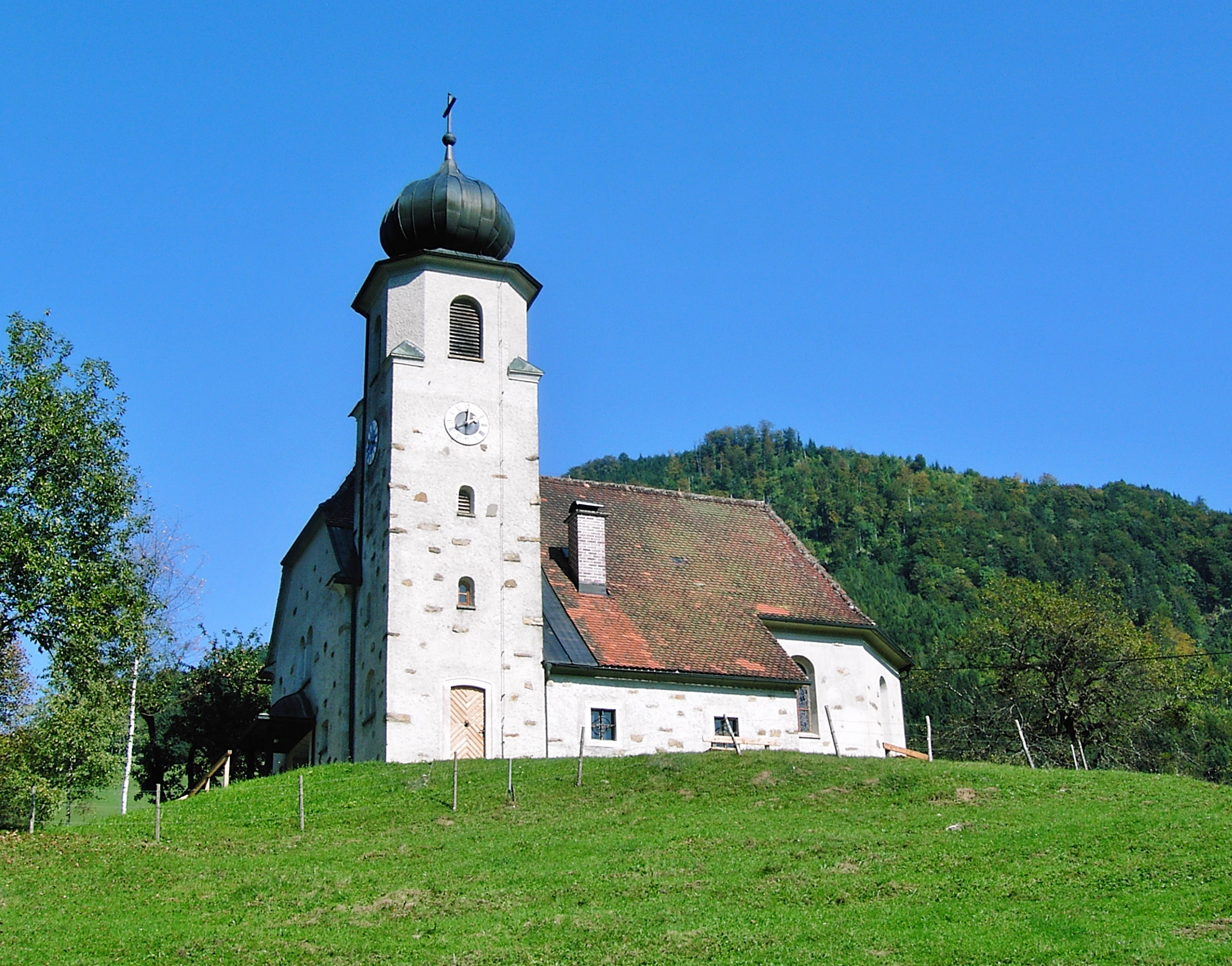
Filialkirche Brunnbach (Großraming)

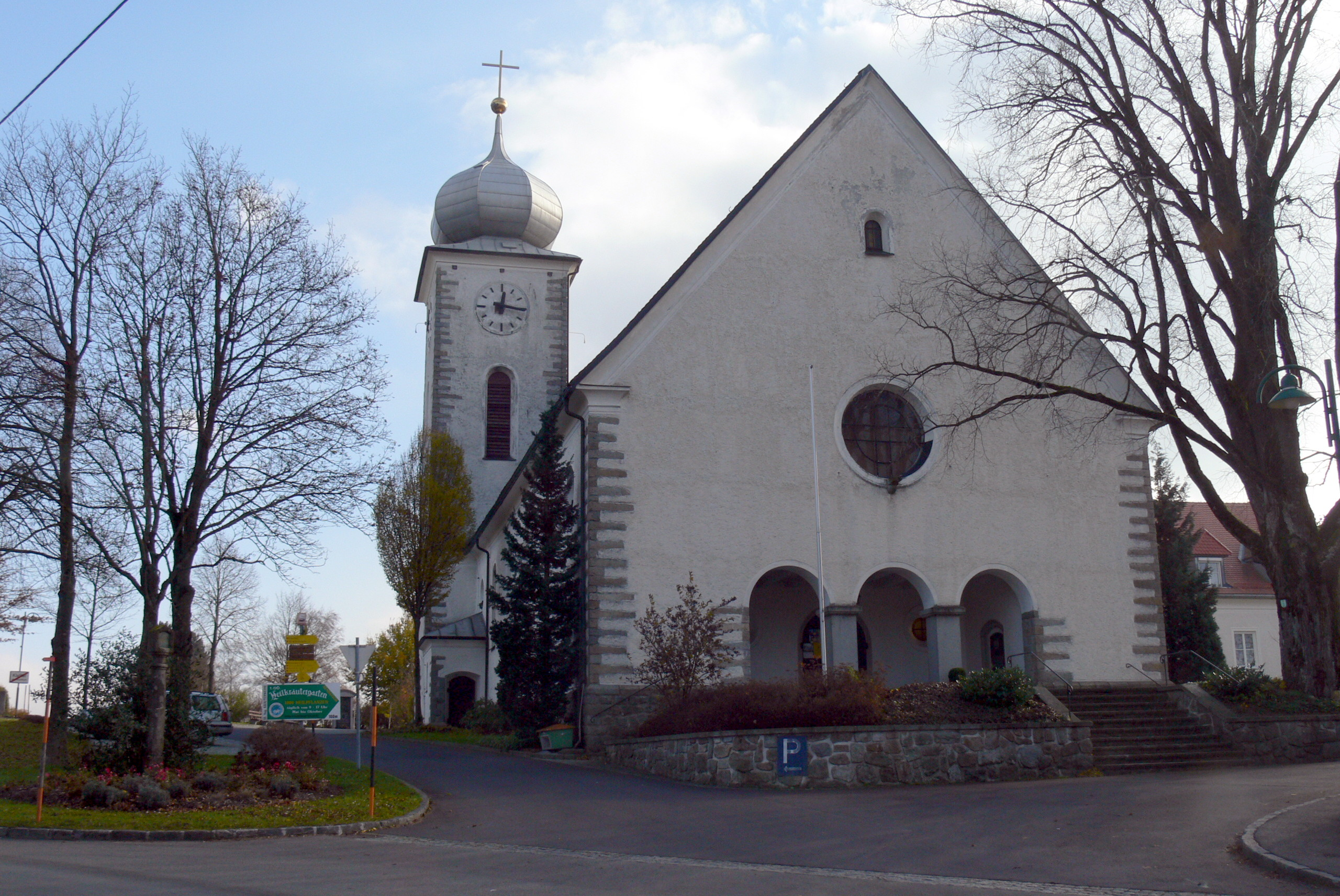
Pfarrkirche Klaffer am Hochficht

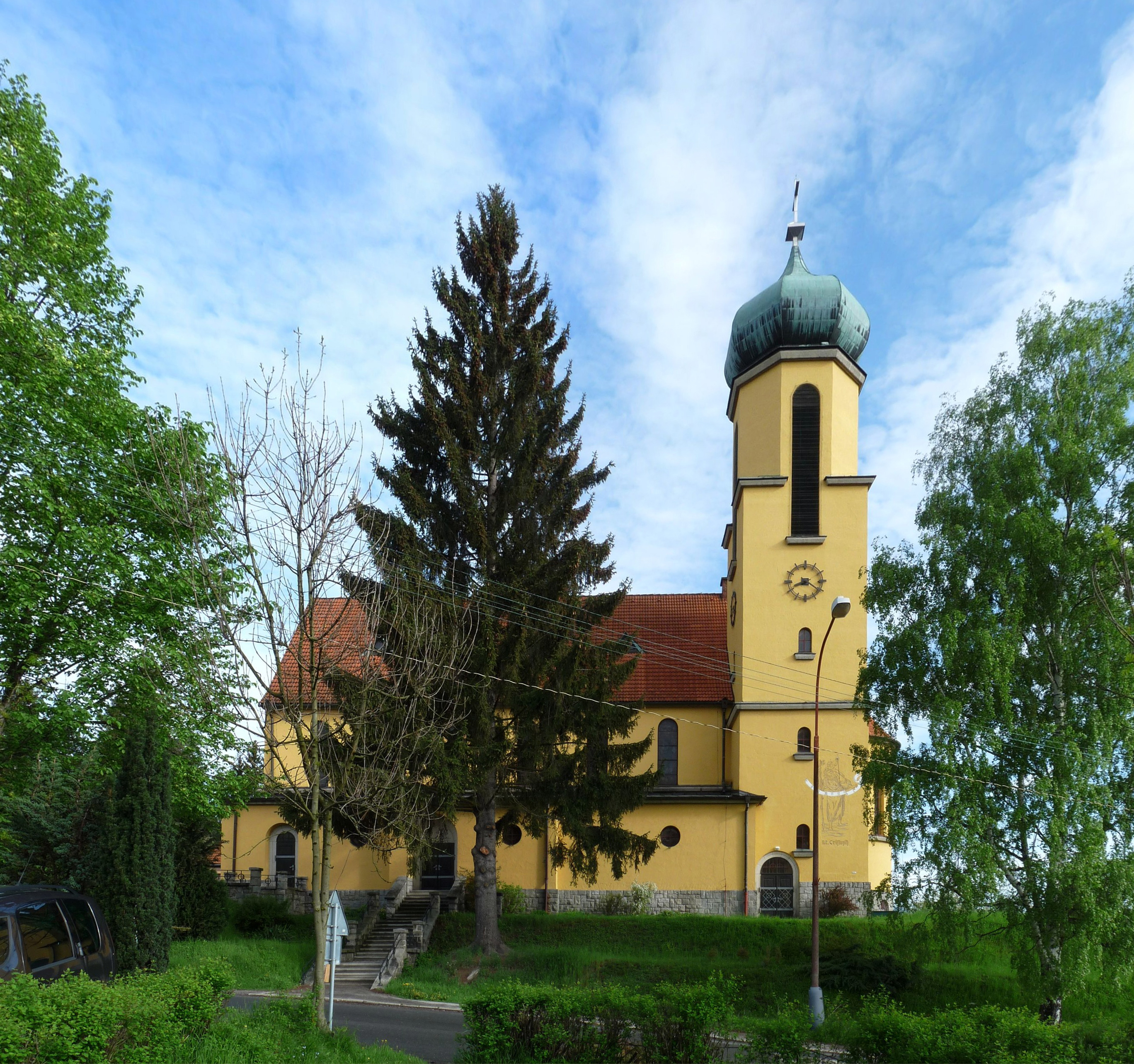
Pfarrkirche Wettern (Südböhmen)

- 1933–1951 mit Peter Behrens, Alexander Popp und Hans Feichtlbauer: Friedenskirche Linz
- 1936–1938 Pfarrkirche Hl. Johannes v. Nepomuk in Wettern
- 1947–1950 Filialkirche Brunnbach in Großraming
- 1948–1950 mit Anton Danna: Pfarrkirche Braunau-Höft
- 1949–1950 Filialkirche Rosenau am Hengstpaß
- 1949–1951 Fatima-Wallfahrtskapelle in Schardenberg
- 1949–1955 Pfarrkirche Klaffer am Hochficht
- 1951–1953 Marienkirche Untergeng in Eidenberg
- 1952–1956 Filialkirche Innerbreitenau in Molln
- 1953–1956 Pfarrkirche Bertholdkirche Scharnstein
- Filialkirche Teufenbach in St. Florian am Inn
- KZ-Friedhof Ebensee